# جين كاميرون
جين كاميرون (بالإنجليزية: Jane Cameron)‏ هي ممثلة بريطانية، ولدت في 29 نوفمبر 1975 في يوركشاير في المملكة المتحدة.

## وصلات خارجية
- جين كاميرون على موقع IMDb (الإنجليزية)